# Rudolph Dietrich
Rudolph «Hillary» Dietrich (* 1955) ist ein Schweizer Musiker und Musikproduzent. Er gilt als Pionier des Swiss Punk.

## Leben
Der 1955 geborene Dietrich eröffnete 1975 in Zürich den ersten Schweizer Punk-Club Hey, in dem er bis 1978 aktiv war.
Mit Leo Remmel und Heinrich Wüstenhagen gründete Dietrich 1976 die Nasal Boys, deren 7″-Single Hot Love als erste Swiss-Punk-Platte gilt. Nachdem die Band einen Plattenvertrag abgeschlossen hatte, musste sie sich in Expo umbenennen. Auf dem CBS-Label Epic Records erschien dann 1978 das von Dave Goodman produzierte Debütalbum der Band Not-A-Talk-A. Es folgten Auftritte in der Schweiz und in England.
Dietrich unterstützte die Musikerinnen Klaudia Schifferle und Lieselotte Hafner bei der Gründung der Post-Punk-Band Kleenex, die er gelegentlich auch als Gitarrist und Arrangeur unterstützte. Nachdem er auch andere Bands live und bei der Technik unterstützt hatte und sich Expo auch musikalisch zu weit von ihren Ursprüngen entfernt hatte, kam es zum Bruch zwischen Dietrich und den restlichen Band-Mitgliedern.
Als Reaktion auf seine Erfahrungen mit dem professionellen Musikbetrieb erschien 1979 auf Off Course Records die Single B.O.F’s / No Claim With Bluff + Swindle (No CBS). Mit Heinrich Heinricht und Thomas Wydler gründete Dietrich die Punk-Band Kraft Durch Freude, die 1979 auf Off Course Records die Mini-LP Wir bleiben Kameraden und 1980 die 7″-Single I’ve Gotta Whole Lotta Love veröffentlichte. Dietrich übernahm auch die Produktion der Veröffentlichungen. Auf der 1980 veröffentlichten Compilation Swiss Wave The Album war die Band unter dem Namen Rudolph Dietrich & KDF mit den Titeln Lies und Do What You Want vertreten.
Parallel fungierte Dietrich als Produzent für die Band Mother’s Ruin, so unter anderem bei der Single Dany Hot Dog und der EP Godzilla.
Mit Heinrich Heinricht und Thomas Wydler gründete Dietrich 1980 die Band Mutterfreuden, deren Album Don’t Miss The Past 1980 auf Off Course Records erschien. Mutterfreuden trat 1981 beim Rock Against Junk Festival in Berlin auf, Ausschnitte des Auftritts waren auf der Rock Against Junk Compilation zu hören.
1981 gründete Dietrich die New-Wave-Band Blue China, die bis 1984 in ständig wechselnden Besetzungen auftrat. Mitglieder waren unter anderem der später vor allem als Produzent und Toningenieur bekannt gewordene Voco Fauxpas und der Schlagzeuger Major Kain. Als erste Single erschien Visitors Never Come Alone, gefolgt 1982 von Tomorrow Never Knows. Ebenfalls 1983 erschien das Album Spiritual Beauty. Nach der Veröffentlichung der Mini-LP These Are The Days löste sich die Band 1984 auf. Die mit verschiedenen Musikern von 1985 bis 1986 eingespielten Songs veröffentlichte er 1988 als Rudolph Dietrich & Blue China unter dem Titel Time To Leave (1980–1988).
Auf der 1986 veröffentlichten Compilation Definitiv (Zürich 1976 Bis 1986) finden sich Beiträge von der Nasal Boys, Kraft durch Freude und Blue China.
1995 veröffentlichte Dietrich das Album Monsieur L’ti Bon Ange auf Corazoo. Mit Cyril Boehler schrieb Dietrich Musik für Filme und das DRS1-Hörspiel Tom Sawyer. Kurzzeitig war Dietrich mit Silvia de Janeiro unter dem Bandnamen Copacabana Herbalists aktiv.
Dietrich veröffentlichte 2006 die Doppel-CD Sheer Hilariousness, die Arbeiten aus den Jahren 1976 bis 1980 enthielt, darunter von Kraft Durch Freude, Mutterfreuden, Hilarious Ltd., den Nasal Boys, Kleenex und No CBS. Unter dem Pseudonym Rural Sr.’s Le Vodou Sports Club veröffentlichte Dietrich 2011 das Album Harmagedon.

## Weblink
- Rudolph Dietrich bei Discogs